# Andrea Merini
Don Andrea Merini (San Donato Milanese, 19 aprile 1799 – Milano, 26 ottobre 1867) è stato un presbitero e politico italiano.

## Biografia
Allievo del seminario maggiore di Milano dopo l'ordinazione vi rimane come docente di diritto ecclesiastico per circa sette anni. Viene rimosso dall'insegnamento per le sue idee non pregiudizialmente ostili alla separazione tra Chiesa e Stato e alla valorizzazione del potere civile. Inviato in una parrocchia di campagna vi rimane fino alla nomina di Carlo Bartolomeo Romilli ad arcivescovo di Milano (1847-59), quando viene destinato alla parrocchia cittadina di San Francesco di Paola e viene nominato consultore della curia. Sostenitore del governo provvisorio di Milano  (18.3-5.8.1848), per il quale è stato membro della commissione incaricata di stendere il progetto di legge elettorale per la nuova assemblea nazionale lombarda, nel 1860, con l'avvento del Regno di Sardegna, viene nominato senatore. È tumulato in un colombaro al Cimitero Monumentale di Milano.